# 齐特克拉普芬山
齐特克拉普芬山是一座阿尔卑斯山脉的山峰，高2,403米。齐特克拉普芬山的名称直译意思是“颤抖的岩石山峰”的意思，这个名称可能是因为山顶风很大，上面树立的指示气象的杆子总是不断颤抖的原因。

## 攀登
齐特克拉普芬山首次攀登是在1878年。
攀登齐特克拉普芬山有两条道路。北路的落差为1600米，通过一条登山路这条路比较简单，非常浪漫。在山顶附近悬崖边缘有时会有大量积雪，使得这条道路也有一定的危险性。在山脊上有一些段落两侧悬崖陡下，登山的人需要没有高空晕眩症才行。从离山顶最近的村落出发登山的时间约为4.5至6.5小时。
南路的落差约为1500米。这条路比较少用，因为它的风景不很美丽，路因此有时不好辨认。从最近的村落出发登山的时间约为3.5至5小时。

## 山顶的风景
在山顶上可以看到周边的山脉，包括西边和北边的布雷根茨林山以及东边的阿尔高阿尔卑斯山。